# Chiesa di San Liborio (Roma)

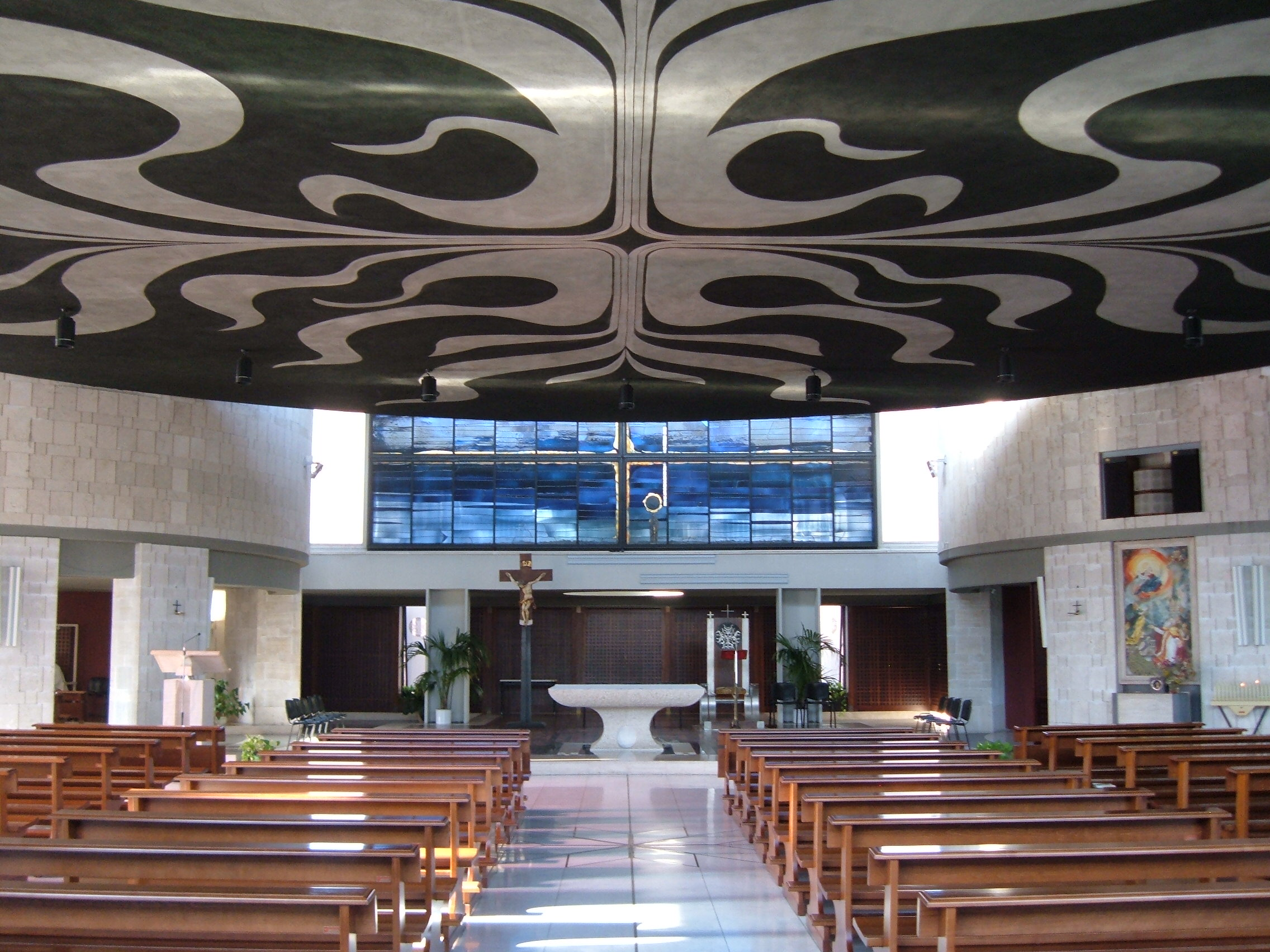
L'interno

La chiesa di San Liborio è una chiesa di Roma, nel quartiere Ponte Mammolo, in via Diego Fabbri. Vi insiste l'omonimo titolo cardinalizio.

## Storia
Opera dell'architetto Ennio Canino, è stata costruita nel XX secolo e inaugurata il 7 novembre 1998.
La chiesa è sede parrocchiale, eretta il 28 maggio 1965 con il decreto del cardinale vicario Luigi Traglia Neminem fugit, e affidata ai preti dell'Istituto secolare dei Sacerdoti Sodales. In origine la parrocchia era intitolata a Santa Maria della Purificazione: il 2 dicembre 1996 con decreto del cardinale Camillo Ruini ha assunto la denominazione attuale.
La chiesa è inoltre sede del titolo cardinalizio di San Liborio, istituito da papa Giovanni Paolo II il 21 febbraio 2001.
È dedicata a San Liborio, che fu vescovo di Le Mans dal 348 al 397.

## Descrizione
Esternamente la chiesa si caratterizza per due alte torri composte da cilindri d'acciaio sormontati da due croci che svettano verso il cielo. Le due torri racchiudono una tettoia di cemento che fa da copertura all'entrata: su questa è la scritta evangelica: «Io sono la porta. Se uno entra per mezzo mio avrà la vita». Il fronte dell'edificio è totalmente in vetro trasparente, mentre il resto è in mattoni rossi a vista.
L'interno della chiesa si caratterizza per un ampio presbiterio dietro il quale è posta una vetrata a copertura di tutta la parete retrostante. Essa raffigura in modo stilizzato la Crocifissione, dove, in un campo blu scuro, emergono tre elementi: il sole in eclissi, la figura in controluce della Madonna, e la croce da cui riverbera la luce di Cristo. La composizione è accompagnata da una scritta che ricorda il passo evangelico dell'eclissi che seguì alla morte di Gesù in croce. A fianco del presbiterio, sul lato sinistro, si trova la cappella del Santissimo Sacramento.
Altro elemento caratterizzante l'interno della chiesa è il soffitto dove, circoscritte in un grande cerchio, sono raffigurate, ancora in modo stilizzato, di colore bianco su campo nero, le fiamme, simbolo dello Spirito Santo.
Sul lato sinistro dell'aula liturgica è collocato il fonte battesimale, costituito da una grande vasca quadrata, sorretta da sei colonne per lato. Sul lato opposto, in un unico ambiente, si trovano le icone raffiguranti la Via crucis.
San Liborio è patrono, oltre che di Le Mans, anche di Paderborn in Germania: questo legame è ricordato dall'acquasantiera all'entrata e da un quadro raffigurante il santo con la torre campanaria della cattedrale di Paderborn sullo sfondo.